# شیرهای دست دوم
شیرهای دست دوم (انگلیسی: Secondhand Lions) فیلمی آمریکایی در سبک کمدی-درام است که در سال ۲۰۰۳ منتشر شد.

## بازیگران
- هالی جوئل آزمنت
- رابرت دووال
- مایکل کین
- کیرا سجویک
- کریستین کان
- امانوئل ووگیر
- اریک بالفور
- جاش لوکاس
- مایکل اونیل
- نیکی کت
- دیوید کرشنر

## خلاصه
```
والتر نوجوانی 14 ساله است که برای تعطیلات تابستانی نزد دو عموی عجیب و غریب و بداخلاق خود در تگزاس فرستاده می شود. عموهای والتر، گارت و هاب به شیوه خاص خود زندگی می کنند. در خانه آنها تلفن و تلویزیون وجود ندارد و سرگرمی هایشان کاملاً خاص خود آنهاست…
```